# Leo Turrini
Leonildo Turrini, detto Leo (Sassuolo, 18 marzo 1960), è un giornalista e scrittore italiano.

## Biografia
Laureato in giurisprudenza, segue da anni i grandi dello sport per i quotidiani il Resto del Carlino, La Nazione e Il Giorno.
Da sempre vicino all'ambiente e alle personalità di spicco della Ferrari, Turrini è ritenuto essere uno dei più autorevoli esperti di Formula 1, sia a livello nazionale che internazionale. È ideatore, nonché autore, di Profondo Rosso, un blog in cui tratta le tematiche principali del mondo delle quattro ruote scoperte e del Cavallino Rampante e in cui ama sovente dilettarsi nel racconto di amarcord, aneddoti, retroscena o ricordi personali. È presente, inoltre, presso Sky Sport in qualità di opinionista: in particolare, egli è ospite fisso di Race Anatomy, programma condotto dal giornalista Fabio Tavelli al termine di ogni Gran Premio.
Oltre al motorsport, la sua attività e i suoi interessi si concentrano anche su altri sport, quali il calcio (è un noto tifoso dell'Inter e del Modena), il ciclismo e la pallavolo (è stato tra i fondatori del mensile SuperVolley), oltre che su altri campi (come musica, cinema e costume). Durante la sua vasta carriera, inoltre, ha avuto modo di seguire dal vivo, in qualità di inviato, sedici Olimpiadi, tra edizioni estive ed invernali: la prima di esse, Calgary '88; l'ultima di esse, Parigi 2024.
Spesso ospite di trasmissioni sportive sulle reti nazionali (ha condotto, tra gli altri, il programma Gialli di notte, incentrato sul Modena), prende frequentemente parte alla trasmissione radiofonica Tutti Convocati (edita da Radio 24 - Il Sole 24 Ore).

## Riconoscimenti
- Nel 1993, ha vinto il Premio letterario Dino Ferrari.
- Nel 2003, ha vinto il Premio Spadolini per la miglior biografia dell’anno, dedicata ad Enzo Ferrari;
- Durante i Giochi olimpici di Londra 2012, Dick Fosbury – inventore dell'omonimo stile di salto in alto – ha premiato Turrini[3], a nome del Comitato Olimpico Internazionale, per la partecipazione da giornalista alla sua tredicesima Olimpiade, in qualità di inviato.
- Nel 2014, ha vinto – insieme a Cesare Prandelli – il Premio Beppe Viola[4]. Nello stesso anno, inoltre, ha ricevuto il Premio Salvatore Gioiello[5].
- Nel 2024, ha ricevuto il Premio Ciliegia d’Oro "per il suo straordinario contributo nel campo del giornalismo sportivo, raccontando con passione e dedizione le eccellenze della sua terra"[6][7]. Nello stesso anno, inoltre, è stato premiato dall'Association internationale de la presse sportive per aver preso parte – come giornalista – a più di dieci Giochi olimpici, tra estivi e invernali[8].

## Opere
- I Campioni Siamo Noi, Sportiva, 1991 (scritto con Julio Velasco)
- Alberto Tomba. Il romanzo di un fuoriclasse, Milano, Vallardi, 1992 (scritto con Alberto Tomba)
- Emozioni. Lucio Battisti: vita, mito, note, Milano, Zelig, 1995 (scritto con Tullio Lauro)
- Enzo Ferrari. Un eroe italiano, Milano, Mondadori, 2002
- Bartali. L'uomo che salvò l'Italia pedalando, Milano, Mondadori, 2004
- Schumacher. La leggenda di un uomo normale, Milano, Mondadori, 2005
- Ma chi ti ha dato la patente?, Milano, Mondadori, 2006 (scritto con Giancarlo Fisichella)
- Pazza Inter. Cento anni di una squadra da amare, Milano, Mondadori, 2007
- Ferrari, mio padre, Reggio Emilia, Aliberti, 2007 (scritto con Piero Ferrari)
- Battisti. La vita, le canzoni, il mistero, Milano, Mondadori, 2008
- Il pirata e il cowboy. Pantani e Armstrong, le storie maledette, Reggio Emilia, Imprimatur editore, 2013
- Senna. In viaggio con Ayrton, Bologna, I libri di QN, 2014
- Panini. Storia di una famiglia e di tante figurine, Minerva, 2020
- Lo sconosciuto Kimi Räikkönen, Minerva, 2021 (scritto con Kari Hotakainen)
- Romanzo Inter, Minerva, 2023 (scritto con Michele Brambilla)